# Čađavica Srednja (Bosanski Novi, BiH)
Čađavica Srednja je naseljeno mjesto u sastavu općine Bosanski Novi, Republika Srpska, BiH.

## Stanovništvo
| Čađavica Srednja   |              |
| godina popisa      | 1991.        |
| Srbi               | 257 (98,09%) |
| Hrvati             | 0            |
| Muslimani          | 0            |
| Jugoslaveni        | 4 (1,53%)    |
| ostali i nepoznato | 1 (0,38%)    |
| ukupno             | 262          |